# 白腹啸鹟
白腹啸鹟（学名：Pachycephala leucogastra），是啸鹟科啸鹟属的一种，分布于印度尼西亚和巴布亚新几内亚。该物种的保护状况被评为无危。
白腹啸鹟的平均体重约为18.5克。栖息地包括种植园、亚热带或热带的红树林和湿润的稀树草原。